# Alt Poorstorf
Alt Poorstorf ist ein Ortsteil der Gemeinde Passee im Landkreis Nordwestmecklenburg in Mecklenburg-Vorpommern, der westlich des Hauptortes Passee liegt. Unweit nördlich verläuft die Kreisgrenze zum Landkreis Rostock und erstreckt sich – auf dem Gemeindegebiet Carinerland – das 31 ha große Naturschutzgebiet Entenmoor Moitin, nordöstlich erhebt sich der 114,4 Meter hohe Butterberg.
Am 1. Juli 1950 wurde Alt Poorstorf zusammen mit Goldberg – beide bisher eigenständige Gemeinden – nach Passee eingegliedert.

## Persönlichkeiten
- Gustav Siedenburg (vollständiger Name: Christian Friedrich Julius Gustav Siedenburg; 1813 bis nach 1857), Theologe, Pädagoge, Journalist und 1848/49 Mitglied der Mecklenburgischen Abgeordnetenversammlung. Nach Abschluss seines Studiums war er Hauslehrer auf dem Gut Alt Poorstorf.